# Hübner (Unternehmen)
Die Hübner-Gruppe fertigt als Systemanbieter in den Sparten Mobility, Materials und Photonics Produkte für verkehrstechnische Branchen (z. B. Schienenfahrzeuge, Omnibusse, Flughafentechnik) sowie für die Medizintechnik und die Bereiche Life Quality und Photonics (High Frequency Systems, Terahertz- und Laser-Technology). Die Produktpalette umfasst die Konzeption und Produktion von Faltenbälgen, Fahrzeuggelenksystemen, flexiblen Übergangssystemen, Fenstersystemen, PUR-Schaumformteilen sowie Produkten aus Gummi und Kunststoffspritzguss sowie Lasersysteme und Terahertz-Scanner. Die Unternehmensgruppe beschäftigte 2024 insgesamt rund 3500 Mitarbeiter, davon 1100 am Stammsitz in Kassel.

## Geschichte
Das Unternehmen wurde 1946 von Kurt Hübner als Handelsunternehmen gegründet und reparierte zunächst Gummiartikel. 1951 fertigte Hübner die ersten Faltenbälge und Gummiwülsten für Waggons der Deutschen Bundesbahn an. Ein Jahr später (1952) stellte das Unternehmen (gemeinsam mit Henschel) die ersten Faltenbälge für Gelenkbusse her und nahm die Fertigung von Kautschukprodukten auf. 1961 folgte die Umfirmierung zur Kurt Hübner KG. Drei Jahre später erhielt das Unternehmen einen der ersten Großaufträge für die Herstellung von Übergängen für die DB-Baureihe 614 der Deutschen Bundesbahn. 1968 startete Hübner mit der Produktion von Polyurethan.
Eine erneute Umfirmierung zur Hübner GmbH wurde 1973 vorgenommen. 1979 begann man mit der Produktion erster Wellenbälge für Schienenfahrzeuge und es entsteht der erste Hübner-Standort im Ausland: San José dos Campo in Brasilien. Im Jahr 1985 verstarb der Firmengründer Kurt Hübner – die Geschäftsführung wird von seinem Sohn Reinhard Hübner übernommen. 1989 wurden die ersten High-Speed-Übergänge für Schnellzüge und neue Faltenbalgtypen für LKW-Anhänger und Transportzüge entwickelt und produziert.
Am Anfang der 1990er Jahre liefert Hübner den bisher größten Eisenbahnübergang der Welt für den Autotransportwagen des Shuttle Trains, welcher im Ärmelkanal-Tunnel verkehrt. Mitte der 1990er Jahre begann Kunststoffspritzguss-Produktion und die Herstellung von Gelenksystemen für Busse. 1997 wurde der bis heute größte Auslandsstandort in Ungarn gegründet. Im Jahr 2000 startete das Unternehmen mit der Herstellung von Fenstersystemen für Busse und Schienenfahrzeuge. 
Die Produktion von Rampen und Liften für verkehrstechnische Branchen erweiterte 2004 abermals das Produktportfolio. 2013 gab es eine weitere Umfirmierung zur Hübner GmbH & Co. KG. Ein Jahr später zog sich Reinhard Hübner aus der Geschäftsführung zurück, mit Ingolf Cedra wurde die Geschäftsführung erweitert und Hübner entdeckt neue Technologien, wie Terahertz, Photonics und Hochfrequenztechnologien. 2017 organisierte sich das Unternehmen neu und Hübner teilte sich in die Bereiche: Mobility, Materials und Photonics auf. Seit Ende 2022 besteht die Geschäftsführung der Hübner-Gruppe aus Uwe Bittroff, Ingolf Cedra, Kai Mentel und Claus Schäfer. Seit März 2025 gehört Nora Oberländer zur Geschäftsführung und ist für die Bereiche Strategie und Digitalisierung zuständig.
2018 wurde bekannt, dass eine neue Generation der New-Yorker u-bahn erstmals mit einer Verbindungstechnik für den Durchgang zwischen einzelnen Zugwaggons ausgestattet werden soll. Die Verbindungssegmente von Hübner befinden sich derzeit in einer Testphase.
Nach sechs Jahren schließt Hübner das Refurbishment von 500 Übergangssystemen für ICE 3-Züge zweier Baureihen der deutschen Bahn ab.

## Standorte
Die Hübner GmbH & Co. KG hat ihren Stammsitz in Kassel und befand sich seit Jahrzehnten im Stammwerk in Kassel-Bettenhausen. Dieses wurde jedoch 2021, nach einem vollständigen Umzug in die drei weiteren Produktionsstätten in Kassel-Waldau, verkauft und ist nun im Besitz der Kasseler Verkehrs-Gesellschaft AG.
Darüber hinaus ist das Unternehmen in 14 weiteren Ländern vertreten. 1979 wurde in Brasilien die erste Produktionsstätte im Ausland gegründet. In den 1990er Jahren kamen weitere Standorte in den USA und in Ungarn hinzu. Seit 2002 ist Hübner zudem in China sowie seit 2003 in Russland und in Schweden positioniert. Bereits 2004 ließ sich das Unternehmen mit Italien und Frankreich in zwei weiteren europäischen Ländern nieder. 2011 entstanden neue Standorte in Indien und im Vereinigten Königreich sowie in Südafrika im Jahr 2012 und Malaysia im Jahr 2013. 2015 kam der Standort Türkei und ein Jahr später Kolumbien hinzu.
Im April 2019 übernahm Hübner die Gummi-Welz GmbH & Co. KG mit Hauptsitz im bayerischen Neu-Ulm. Laut Hübner handelte sich dabei um die größte Übernahme der bisherigen Firmengeschichte. Die GWU beschäftigte europaweit mehr als 500 Mitarbeiter und verfügte über fünf Standorte in Deutschland, Polen und der Türkei. Das mittelständische Unternehmen beliefert die Bus-, Bahn- und Spezialfahrzeugindustrie mit Bereich Türdicht- und Sicherheitssysteme.
Zusätzlich zu den US-Standorten Mount Pleasant (South Carolina) und San Josė (Kalifornien) hat Hübner 2020 ein Werk in Dunlap (Tennessee) eröffnet.

## Produkte und Leistungen
- Anzeige- und Fahrassistenzsysteme für Schienenfahrzeuge
- Displays
- Einstiegssysteme
- Fahrwerktechnik
- Fahrzeuggelenksysteme
- Faltenbälge
- Faltenvordächer für Fluggastbrücken
- Fenstersysteme
- Glasfaserverstärkter Kunststoff
- Gummisysteme
- Isolations- und Dämmstoffe
- Lasertechnologie
- Polyurethan (PUR)
- Service
- Technische Textilien
- Terahertz Technology
- Türicherheit- und Fenstersysteme
- Übergangssysteme für Schienenfahrzeuge und Busse[15][16]

## Verbundunternehmen
- ATG Autotechnik GmbH (Deutschland)
- HUBNER Interface Systems India Pvt. Ltd. (Indien)
- HÜBNER OOO (Russland)
- Hübner UK Limited (England)
- HUBNER Sanfonas Industriais Ltda. (Brasilien)
- HÜBNER Italia S. r. l. (Italien)
- HÜBNER-H Kft. (Ungarn)
- HUBNER Photonics Inc. (USA)
- Bellow and Bus (PTY) LTD (Südafrika)
- Cobolt AB (Schweden)
- GERSYS GmbH (Deutschland)
- Gummi Welz GmbH &amp Co. KG (Deutschland)
- Gummi-Welz Polen Sp. z o.o. (Polen)
- HEMSCHEIDT Engineering GmbH & Co. KG (Deutschland)[17]
- Hemscheidt Fahrwerktechnik GmbH & Co. KG (Deutschland)
- Heurteaux - Manufacture de caoutchouc (Frankreich)
- HUBNER Component Solutions LLC (USA)
- Hubner Interface Systems Shanghai Co. Ltd. (China)
- Hubner Malaysia Sdn. Bhd. (Malaysia)
- HUBNER Manufacturing Corporation Ltd. (USA)
- HÜBNER Toplu Taşıma Sistemleri Teknik Çözümleri Sanayi Ve Ticcaret A.Ş (Türkei)
- HÜBNER Transportation GmbH (Deutschland)
- Kunststofftechnik Hennigsdorf GmbH (Deutschland)
- HUBNER Korea Ltd. (Korea)
- Palotás Mix Gumiipari Kft (Ungarn)
- Plastocell-Kunststoff GmbH (Deutschland)
- PolymerTechnik Ortrand GmbH (Deutschland)
- Rutsch & Co GmbH (Deutschland)
- V.S.E. Vehicle Systems Engineering B.V. (Niederlande)